# 青衣運動場
青衣運動場（英語：Tsing Yi Sports Ground）是香港一座公共運動場，位於新界青衣島青敬路，毗鄰青衣游泳池，由康樂及文化事務署管理。該運動場於1996年10月26日由時任區域市政局主席林偉強主持開幕典禮，為青衣島首個符合國際田徑標準的戶外運動場地，可容納1,500名觀眾。運動場佔地約2.8公頃，設有8線400米全天候跑道、天然草足球場及田徑設施，主要服務青衣區居民及學校體育團體。運動場建造工程耗資約3,800萬港元，啟用後取代了原有的青衣臨時運動場，成為區內主要體育活動場地。

## 活動

### 本地足球
香港足球總會曾於2000-2001年度球季試行主客制，安排九場賽事在青衣運動場上演，但入座率不高。
2009-2010年度球季，香港足球總會重新試行主客制，晨曦及屯門普高獲派青衣運動場作為主場球場（屯門普高已被香港足球總會撤銷參與香港甲組足球聯賽資格）。
2010–11年香港聯賽盃，青衣運動場首度出現紅旗飄揚的場面，全場1,443名球迷入場觀看天水圍飛馬3–2四海流浪及屯門1–4南華半準決賽賽事。
2013-2014年度球季，香港足球總會重新再分配球場，晨曦及公民獲派青衣運動場作為主場球場。
2020-2021年度球季，受COVID-19防疫限制影響，傑志0–0標準流浪賽事共678人入場，限制下紅旗高掛，亦有不少球迷在場外的天橋遙距觀戰。
2022-2023年度球季，聯賽煞科戰晉峰對香港U23賽事，因晉峰邀請到台灣人氣棒球啦啦隊「樂天女孩」訪港助威，令晉峰在1,421名球迷見證下，全場爆滿高掛紅旗。憑陳肇鈞上半場一箭定江山，主場以1：0小勝榜尾球隊香港U23。
2024-2025年度球季，聯賽煞科戰理文作客青衣運動場對標準流浪，有1496人入場，門票售罄後掛紅旗，有球迷走到場邊天橋甚至爬上橋上遠方觀戰。最終主場標準流浪以3比0擊敗理文，導致理文衛冕失敗為「三亞王」，這一個球季四大皆空。

### 開放公眾
其開放時間為每天上午6:15至晚上10:30，而逢星期三為每週之保養日，但跑道仍會開放予市民進行緩跑活動。

### 田徑比賽
作為2015-2016年度屯門中學校際田徑比賽之場地

## 設施
青衣運動場設有一座有蓋看台，當中有一個草地足球場（配備汛光燈可供晚間比賽）、一條四百米的跑道、三個沙池（用作跳遠之用），以及其他田徑設施。在2007年5月-9月，青衣運動場進行大型維修，故暫停開放，維修工程包括重新鋪設跑道及翻新看台。

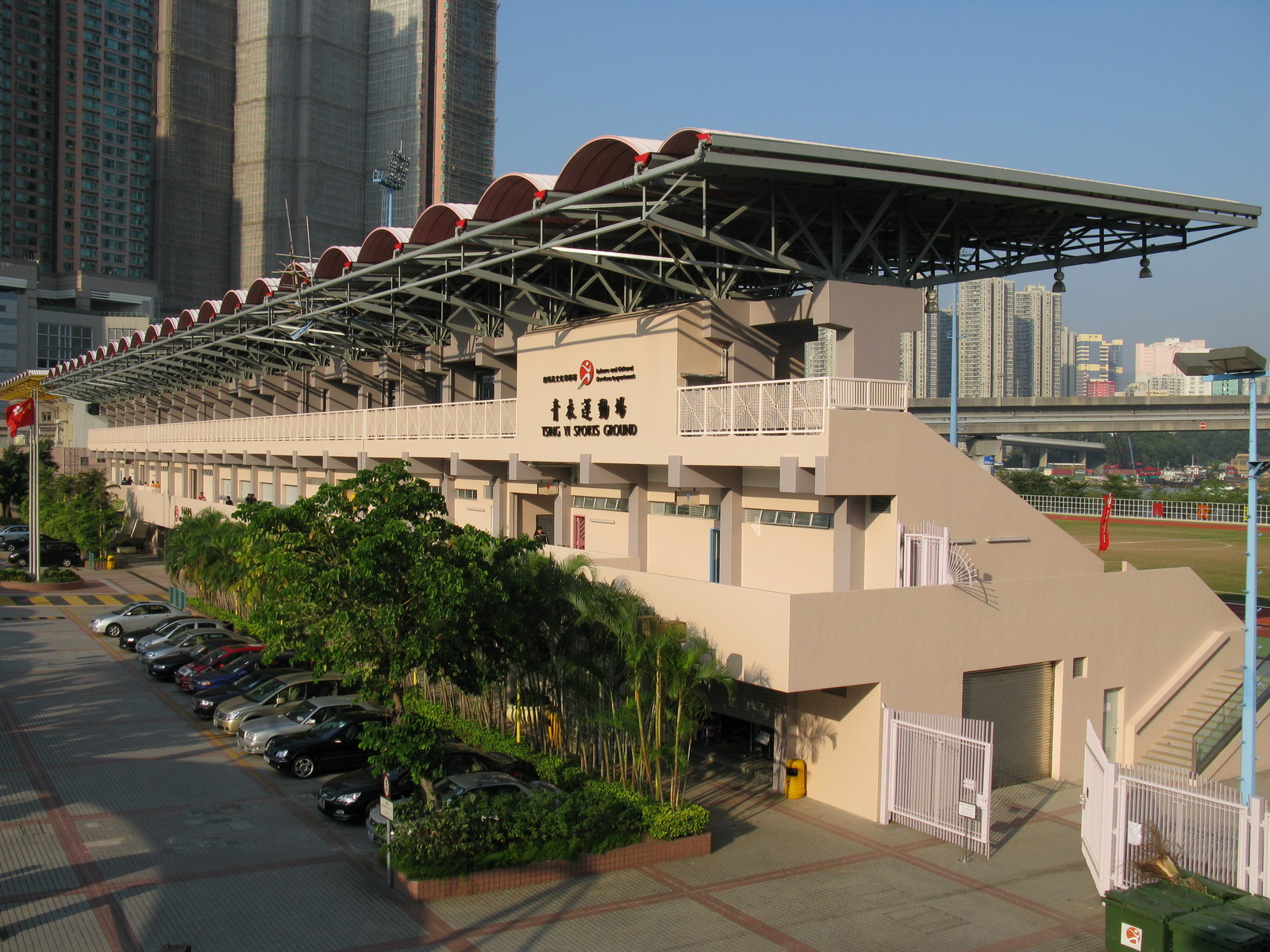
青衣運動場入口
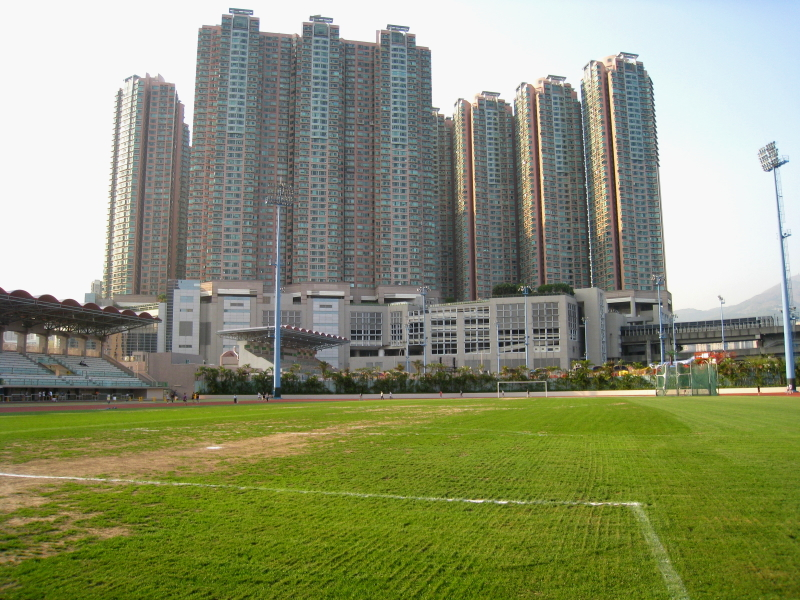
球場草坪

## 外部連結
- 康文署運動場資料 （页面存档备份，存于）